# 乘积法则
乘积法则（英語：Product rule），也称積定則、莱布尼兹法则，是数学中关于两个函数的积的導數的一个计算法则。
若已知两个可導函数{\displaystyle f,g}及其导数{\displaystyle f',g'}，则它们的积{\displaystyle fg}的导数为：
{\displaystyle (fg)'=f'g+fg'\,}
這個法則可衍生出积分的分部積分法。

## 莱布尼兹的发现
人們將這個法則的發現歸功於莱布尼兹，以下是他的論述：设{\displaystyle u(x)}和{\displaystyle v(x)}为{\displaystyle x}的两个可导函数。那么，{\displaystyle uv}的微分是：
{\displaystyle {\begin{aligned}d(u\cdot v)&{}=(u+du)\cdot (v+dv)-u\cdot v\\&{}=u\cdot dv+v\cdot du+du\cdot dv.\end{aligned}}}
由于{\displaystyle du\cdot dv}的可忽略性，因此有：
{\displaystyle d(u\cdot v)=v\cdot du+u\cdot dv\,}
两边除以{\displaystyle dx}，便得：
{\displaystyle {\frac {d}{dx}}(u\cdot v)=v\cdot {\frac {du}{dx}}+u\cdot {\frac {dv}{dx}}}
若用拉格朗日符號來表達，則等式記為
{\displaystyle (u\cdot v)'=v\cdot u'+u\cdot v'.\,}

## 例子
- 假设我们要求出{\displaystyle f(x)=x^{2}\sin(x)}的导数。利用乘积法则，可得{\displaystyle f'(x)=2x\sin(x)+x^{2}\cos(x)}（这是因为{\displaystyle x^{2}}的导数是{\displaystyle 2x}，{\displaystyle \sin(x)}的导数是{\displaystyle \cos(x)}）。
- 乘积法则的一个特例，是“常数因子法则”，也就是：如果{\displaystyle c}是实数，{\displaystyle f(x)}是可微函数，那么{\displaystyle cf(x)}也是可微的，其导数为{\displaystyle (c\times f)'(x)=c\times f'(x)}。
- 乘积法则可以用来推出分部积分法和除法定则。

## 证明一：利用面积
假设
{\displaystyle h(x)=f(x)g(x),\,}
且{\displaystyle f}和{\displaystyle x}在x点可导。那么：
{\displaystyle h'(x)=\lim _{w\to x}{h(w)-h(x) \over w-x}=\lim _{w\to x}{f(w)g(w)-f(x)g(x) \over w-x}.\qquad \qquad (1)}
现在，以下的差
{\displaystyle f(w)g(w)-f(x)g(x)\qquad \qquad (2)}
是图中大矩形的面积减去小矩形的面积。
这个区域可以分割为两个矩形，它们面积的和为：
{\displaystyle f(x){\Bigg (}g(w)-g(x){\Bigg )}+g(w){\Bigg (}f(w)-f(x){\Bigg )}.\qquad \qquad (3)}
因此，(1)的表达式等于：
{\displaystyle \lim _{w\to x}\left(f(x)\left({g(w)-g(x) \over w-x}\right)+g(w)\left({f(w)-f(x) \over w-x}\right)\right).\qquad \qquad (4)}
如果(5)式中的四个极限都存在，则(4)的表达式等于：
{\displaystyle \left(\lim _{w\to x}f(x)\right)\left(\lim _{w\to x}{g(w)-g(x) \over w-x}\right)+\left(\lim _{w\to x}g(w)\right)\left(\lim _{w\to x}{f(w)-f(x) \over w-x}\right).\qquad \qquad (5)}
现在：
{\displaystyle \lim _{w\to x}f(x)=f(x)\,}
因为当{\displaystyle w\rightarrow x}时，{\displaystyle f(x)}不变；
{\displaystyle \lim _{w\to x}{g(w)-g(x) \over w-x}=g'(x)}
因为{\displaystyle g}在x点可导；
{\displaystyle \lim _{w\to x}{f(w)-f(x) \over w-x}=f'(x)}
因为{\displaystyle f}在x点可导；以及
{\displaystyle \lim _{w\to x}g(w)=g(x)\,}
因为{\displaystyle g}在x点连续（可导的函数一定连续）。
现在可以得出结论，(5)的表达式等于：
{\displaystyle f(x)g'(x)+g(x)f'(x).\,}

## 证明二：使用对数
设{\displaystyle f=uv}，并假设{\displaystyle u}和{\displaystyle v}是正数。那么：
{\displaystyle \ln f=\ln u+\ln v.\,}
两边求导，得：
{\displaystyle {1 \over f}{d \over dx}f={1 \over u}{d \over dx}u+{1 \over v}{d \over dx}v}
把等式的左边乘以{\displaystyle f}，右边乘以{\displaystyle uv}，即得：
{\displaystyle {d \over dx}f=v{d \over dx}u+u{d \over dx}v.}

## 证明三：使用导数的定义
设 {\displaystyle h(x)=f(x)g(x),\,}
且{\displaystyle f}和{\displaystyle g}在x点可导。那么：
{\displaystyle h'(x)=\lim _{\Delta {x}\to 0}{\frac {h(x+\Delta {x})-h(x)}{\Delta {x}}}=\lim _{\Delta {x}\to 0}{\frac {f(x+\Delta {x})g(x+\Delta {x})-f(x)g(x)}{\Delta {x}}}}
{\displaystyle =\lim _{\Delta {x}\to 0}{\frac {f(x+\Delta {x})g(x+\Delta {x})-f(x)g(x+\Delta {x})+f(x)g(x+\Delta {x})-f(x)g(x)}{\Delta {x}}}}
{\displaystyle =\lim _{\Delta {x}\to 0}{\frac {[f(x+\Delta {x})-f(x)]\cdot g(x+\Delta {x})+f(x)\cdot [g(x+\Delta {x})-g(x)]}{\Delta {x}}}}
{\displaystyle =\lim _{\Delta {x}\to 0}{\frac {f(x+\Delta {x})-f(x)}{\Delta {x}}}\cdot \lim _{\Delta {x}\to 0}g(x+\Delta {x})+\lim _{\Delta {x}\to 0}f(x)\cdot \lim _{\Delta {x}\to 0}{\frac {g(x+\Delta {x})-g(x)}{\Delta {x}}}}
{\displaystyle =f'(x)g(x)+f(x)g'(x)}.

## 推廣
- 若有{\displaystyle n}个函数{\displaystyle f_{1},f_{2},...,f_{n}}，则：

{\displaystyle \left({\prod _{k=1}^{n}{f_{k}}}\right)^{\prime }=\sum _{k=1}^{n}{\left({f'_{k}\cdot \prod _{j=1 \atop j\neq k}^{n}{f_{j}}}\right)}}
- （萊布尼茲法則）若{\displaystyle f,g}均為可導{\displaystyle n}次的函數，則{\displaystyle fg}的{\displaystyle n}次導數為：

{\displaystyle (f\cdot g)^{(n)}=\sum _{k=0}^{n}{n \choose k}f^{(k)}g^{(n-k)}}
其中{\displaystyle {n \choose k}}是二項式係數。

## 应用
乘积法则的一个应用是证明以下公式：
{\displaystyle {d \over dx}x^{n}=nx^{n-1}}
其中{\displaystyle n}是一个正整数（该公式即使当{\displaystyle n}不是正整数时也是成立的，但证明需要用到其它方法）。我们用数学归纳法来证明这个公式。如果{\displaystyle n=1}，{\displaystyle {\frac {d}{dx}}x^{1}=\lim _{h\to 0}{\frac {(x+h)-x}{h}}=1=1x^{1-1}}
假设公式对于某个特定的{\displaystyle k}成立，那么对于{\displaystyle k+1}，我们有：
{\displaystyle {\begin{aligned}{d \over dx}x^{k+1}&{}={d \over dx}\left(x^{k}\cdot x\right)\\\\&{}=x{d \over dx}x^{k}+x^{k}{d \over dx}x\\\\&{}=x\left(kx^{k-1}\right)+x^{k}\cdot 1\\\\&{}=(k+1)x^{k}.\end{aligned}}}
因此公式对于{\displaystyle k+1}也成立。